# Colette Broïdo
Marie Thérèse Yvonne Broïdo dite Colette Broïdo, née le 23 décembre 1899 à Moscou et morte le 26 décembre 1941 dans le 17e arrondissement de Paris, est une actrice française d'origine russe.

## Biographie

### Jeunesse et famille
Maria Theresa Yvonna Broïdo naît à Moscou, fille de l'architecte russe Hermann Broïdo et d'une mère française, Angèle Gabrielle Legrand. Elle se réfugie avec sa famille en Suisse, d'abord à Bâle puis à Genève, après la révolution de 1917.
En 1921, établie à Paris, elle épouse Marius Edmond Victor Rouzée, secrétaire de casino. Après leur divorce en 1929, elle se remarie avec Frantz Zumbiehl.
Son frère, Jacques Broïdo (1908-1987), a été un proche collaborateur de Jacques Tati.

### Carrière
C'est à Genève qu'elle va faire son apprentissage de comédienne, en montant sur la scène de la Comédie de Genève dès le début des années 1920, sous le nom de Colette Broïdo.
La suite de sa carrière se fait en France, d'abord en province avec les Tournées Charles Baret, puis à Paris à partir du début des années 1930. En 1932, elle interprète son premier rôle au cinéma dans un film de Robert Bibal. Elle y reprend le même personnage que dans la pièce qui s'en inspire et qu'elle a joué quelques mois auparavant au théâtre de la Potinière. Elle ne joue que dans 7 films, tous réalisés par Robert Bibal ou par Maurice de Canonge. Colette Broïdo quitte définitivement les plateaux de cinéma en 1936 pour se spécialiser dans le doublage. Elle double notamment les actrices Carole Lombard, Paula Wessely et Ilse Werner.
Colette Broïdo meurt prématurément en 1941, dans son appartement du 5, rue Nicolas-Chuquet.

## Théâtre
- 1924 : Le Duel, pièce en 3 actes d'Henri Lavedan, au théâtre de verdure de Couilly-Pont-aux-Dames (6 juillet)[5]
- 1925 : La Sonate à Kreutzer, pièce en 4 actes de Fernand Nozière et Alfred Savoir d'après Léon Tolstoï, au Grand-Théâtre de Lausanne (février)
- 1925 : Pour avoir Adrienne, pièce en 3 actes de Louis Verneuil, à l'Alhambra de Genève (avril)[6]
- 1925 : Maman, comédie en 3 actes de José Germain et Paul Moncousin, à l'Alhambra de Lille (septembre)
- 1928 : La 40 CV du roi, comédie en 3 actes de Jacques Natanson au Petit-Casino de Vichy (juin)
- 1928 : Mon gosse de père, comédie en 3 actes de Léopold Marchand, au casino de Trouville-sur-Mer (2 septembre)[7]
- 1928 : La Fleur d'oranger, comédie en 3 actes d'André Birabeau et Georges Dolley, au Petit-Casino de Vichy (17 septembre)[8]
- 1929 : Ces dames aux chapeaux verts, comédie en 4 actes de Germaine Acremant, au Petit-Casino de Vichy (septembre) : Arlette
- 1930 : Azaïs, comédie-bouffe en 3 actes de Georges Berr et Louis Verneuil, au théâtre Édouard VII (29 janvier) : Suzette Wurtz
- 1930 : Le Père Lampion, pièce en 4 actes de Jean Kolb et Léon Bélières, au Petit-Casino de Vichy (juillet)
- 1930 : Fleurs de luxe, comédie de Marcel Gerbidon et Paul Armont, au Petit-Casino de Vichy (août) : Arlette
- 1931 : Mademoiselle Flûte, comédie en 4 actes de Georges Berr et Louis Verneuil, au théâtre du Vaudeville (30 janvier) : Anne-Marie Castelin
- 1931 : L'Amour à la blague, comédie en 3 actes de Pierre Sabatier, au théâtre Fontaine (20 avril) : Georgette Sevin
- 1931 : Mon curé chez les pauvres, pièce en 5 actes d'André de Lorde et Pierre Chaine, au Petit-Casino de Vichy (juin)
- 1931 : Mademoiselle Flûte, comédie en 4 actes de Georges Berr et Louis Verneuil, au Petit-Casino de Vichy (juin) : Anne-Marie Castelin
- 1931 : Ça ou la moitié de ma moitié, comédie en 3 actes de Claude Gével, au Petit-Casino de Vichy (juin)
- 1931 : Tourmente, pièce en 4 actes de Charles Cluny, au Petit-Casino de Vichy (27 juin)
- 1931 : La Rude journée de M. Floche, pièce en 4 actes de Georges Berr, au Petit-Casino de Vichy (juillet) : Turlurette
- 1931 : Pardon Madame !, comédie en 3 actes de Romain Coolus et André Rivoire, au Petit-Casino de Vichy (juillet)
- 1931 : L'Attachée, pièce en 3 actes d'Yves Mirande, au Petit-Casino de Vichy (août)
- 1931 : La Folle nuit, pièce en 3 actes de Félix Gandéra et André Mouëzy-Éon, musique de Marcel Pollet, au théâtre de la Potinière (8 octobre)
- 1932 : La Banque Nemo, comédie en 3 actes et 9 tableaux de Louis Verneuil, au théâtre de la Michodière (janvier) : Charlotte
- 1932 : La Folle nuit, pièce en 3 actes de Félix Gandéra et André Mouëzy-Éon, musique de Marcel Pollet, au Petit-Casino de Vichy (juillet)
- 1932 : Primerose, comédie en 3 actes de Robert de Flers et Gaston de Caillavet, au Petit-Casino de Vichy (juillet) : Primerose
- 1932 : Fleur de pois, comédie en 4 actes d'Édouard Bourdet, au théâtre de la Michodière (4 octobre)
- 1933 : La Fille à Lévy, comédie en 3 actes de Jean Sarrus et André Falco, au théâtre Sarah Bernhardt (29 mars) : Denise Favier
- 1933 : Un chien qui rapporte, pièce en 3 actes et 9 tableaux de Marcel Gerbidon et Paul Armont, au Petit-Casino de Vichy (28 juillet)
- 1934 : Azaïs, comédie-bouffe en 3 actes de Georges Berr et Louis Verneuil, au théâtre Michel (9 novembre) : Suzette Wurtz
- 1934 : Croisière pour dames seules, pièce en 3 actes et 5 tableaux de Georges des Cars, au théâtre de la Potinière (22 décembre)
- 1935 : L'Énigmatique gentleman, pièce policière en 3 actes de G. Norgan, mise en scène d'Alfred Gragnon, au théâtre des Capucines (mai) : Ketty
- 1935 : Le Souper de San Diego, pièce en 3 actes d'Alfred Gragnon, au théâtre des Capucines (17 octobre) : Edith Harving
- 1935 : Les Temps difficiles, comédie en 4 actes d'Édouard Bourdet, au théâtre des Beaux-Arts de Monte-Carlo (décembre)
- 1936 : Les Nuits de Saïgon, pièce en 4 actes d'Alfred Gragnon, musique de Germaine Raynal, au théâtre des Capucines (24 janvier) : Louise
- 1936 : Ma Sœur de luxe, comédie en 3 actes d'André Birabeau, au théâtre des Beaux-Arts de Monte-Carlo (février)
- 1936 : Inspecteur Grey, pièce en 3 actes d'Alfred Gragnon, au théâtre des Capucines (avril) : Hélène
- 1937 : Captain Smith, comédie en 3 actes de Jean Blanchon, au Casino Municipal de Cannes (21 mars) : Betty Smith
- 1937 : L'Enjôleuse, comédie en 3 actes de Xavier Roux et Maurice Sergine, au théâtre de Rennes (juillet) : Lucienne Rouvray
- 1938 : L'Amant de cœur, comédie en 3 actes de Louis Verneuil, au Casino de Deauville (9 juillet)
- 1940 : L'Amant de cœur, comédie en 3 actes de Louis Verneuil, au Casino Municipal de Cannes (11 mai)

## Filmographie

### Cinéma
- 1932 : La Folle Nuit de Robert Bibal : Silvérie
- 1932 : Amour... amour... de Robert Bibal : Jacqueline
- 1932 : Chouchou poids plume de Robert Bibal : Moineau
- 1935 : Le Secret de l'émeraude de Maurice de Canonge : Ketty
- 1936 : Inspecteur Grey de Maurice de Canonge : Hélène
- 1936 : À minuit, le 7 / L'Épouvante de Maurice de Canonge : Annie
- 1936 : L'Empreinte rouge de Maurice de Canonge : Daisy

## Doublage
- 1932 : Maureen O'Sullivan dans Tarzan, l'homme singe (Tarzan the Ape Man) de W. S. Van Dyke : Jane Parker
- 1938 : Dorothy Lamour dans Toura, déesse de la jungle (Her Jungle Love) de George Archainbaud : Toura[9]
- 1939 : Merle Oberon dans Les Hauts de Hurlevent (Wuthering Heights) de William Wyler : Catherine Earnshaw[10]
- 1939 : Ann Sheridan dans Les Anges aux figures sales (Angels with Dirty Faces) de Michael Curtiz : Laura Ferguson
- 1939 : Carole Lombard dans L'Autre (In Name Only) de John Cromwell : Julie Eden
- 1940 : Kristina Söderbaum dans Le Juif Süss (Jud Süß) de Veit Harlan : Dorothea Sturm
- 1941 : Jenny Jugo dans Un amour en l'air (Die kleine und die große Liebe), de Josef von Báky : Erika[11]
- 1948 : Barbara Mullen dans L'étrange rendez-vous (Corridor of Mirrors) de Terence Young : Veronica
- 1949 : Gail Russell dans Le Réveil de la sorcière rouge (Wake of the Red Witch) d'Edward Ludwig : Angélique Desaix